# خاویر چیون
خاویر چیون (اسپانیایی: Javier Chillon‎؛ زادهٔ ۱۶ ژوئیهٔ ۱۹۷۷) کارگردان فیلم، فیلم‌نامه‌نویس و تهیه‌کننده فیلم اهل اسپانیا است.
از فیلم‌هایی که وی در آن‌ها نقش داشته است، می‌توان به همگی در فضا خواهند مرد اشاره نمود.